# Laurence Mason
Laurence Mason (New York, 2 ottobre 1964) è un attore statunitense.

## Filmografia

### Cinema
- Joey Breaker (1993)
- New York Cop (1993)
- Una vita al massimo, regia di Tony Scott (1993)
- Il corvo - The Crow, regia di Alex Proyas (1994)
- Parallel Sons, regia di John G. Young (1995)
- The Keeper (1995)
- Hackers, regia di Ian Softley (1995)
- Side Streets, regia di Tony Gerber (1998)
- A.I. - Intelligenza artificiale, regia di Steven Spielberg (2001)
- Behind Enemy Lines - Dietro le linee nemiche, regia di John Moore (2001)
- Alì, regia di Michael Mann (2001)
- Fronterz (2004)
- The Take - Falso indiziato, regia di Brad Furman (2007)
- Nemico pubblico - Public Enemies, regia di Michael Mann (2009)
- The Lincoln Lawyer, regia di Brad Furman (2011)
- Runner, Runner, regia di Brad Furman (2013)
- Stitch (2014)
- Red Butterfly, regia di Jon Alston (2014)
- City of Lies - L'ora della verità (City of Lies), regia di Brad Furman (2018)

### Televisione
- Law & Order - I due volti della giustizia – serie TV, Episodio 4x9 (1993)
- Lifestories: Families in Crisis – serie TV, Episodio 1x13 (1994)
- New York Undercover – serie TV, Episodio 3x6 (1996)
- NYPD - New York Police Department – serie TV, 3 episodi (1997-2003)
- Homicide – serie TV, Episodio 6x10 (1998)
- Profiler - Intuizioni mortali – serie TV, Episodio 4x16 (2000)
- Giudice Amy – serie TV, Episodio 2x1 (2000)
- The District – serie TV, Episodio 1x2 (2000)
- JAG - Avvocati in divisa – serie TV, Episodio 7x14 (2002)
- First Monday – serie TV, Episodio 1x4 (2002)
- CSI: Miami – serie TV, Episodio 2x16 (2004)
- Threshold – serie TV, Episodio 1x4 (2005)
- The Shield – serie TV, 8 episodi (2005-2006)
- In Case of Emergency - Amici per la pelle – serie TV, 2 episodi (2007)
- Burn Notice - Duro a morire – serie TV, Episodio 1x6 (2007)
- Prison Break – serie TV, 10 episodi (2007-2008)
- I signori della fuga – serie TV, Episodio 1x5 (2011)
- Prime Suspect – serie TV, Episodio 1x13 (2012)
- The Good Wife – serie TV, Episodio 3x17 (2012)
- Person of Interest – serie TV, Episodio 1x20 (2012)
- Gotham – serie TV, Episodio 1x20 (2015)
- Daredevil – serie TV, Episodio 2x12 (2016)
- Big Dogs - serie TV, 3 episodio (2018)

### Videogiochi
- Shadow Watch - Archer (Voce) (2000)
- Tom Clancy's Splinter Cell: Double Agent (Voce) (2006)

## Doppiatori italiani
Nelle versioni in italiano delle opere in cui ha recitato, Laurence Mason è stata doppiata da:
- Roberto Draghetti in The Shield, Chicago Med
- Pasquale Anselmo in  Burn Notice - Duro a morire, City of Lies - L'ora della verità
- Bruno Conti ne Il corvo - The Crow
- Enrico Di Troia in Hackers
- Renato Cortesi in CSI: Miami
- Alessandro Ballico in The Take - Falso indiziato
- Massimo Bitossi in Prison Break
- Mario Bombardieri in The Good Wife
- Massimo Triggiani in Person of Interest
- Giuliano Bonetto in Daredevil